# Авангардні симфонії Сильвестрова
Композиції авторства українського композитора та народного артиста України Валентина Сильвестрова.
Валентин Сильвестров віддзеркалив у своїй творчості події Майдану ще до розв'язки трагічних подій, публічно висловлювався на підтримку Євромайдану і засудженням політики Путіна.
Ранні твори Валентина Сильвестрова — зокрема перші три Симфонії, симфонічна поема «Спектри» — це сміливі авангардні пошуки, які не поступаються тогочасному європейському авангарду Кшиштофа Пендерецького, Луїджі Ноно чи Яніса Ксенакіса, а можливо і перевершують з точки зору художньої переконливості.
Симфонії були уособленням руйнування законів і норм музичної композиції. Найчастіше це поєднання багатої палітри різних типів мислення. Так, у Квартеті; з, одного боку, це і неоромантична лінія, а з іншого — великий арсенал сучасних музично-виразових. засобів, використання техніки пуантилізму, алеаторики, сонористики та ін. Їх поєднання якраз і творить неповторну особливість музичного мислення В. Сильвестрова.
Інший приклад засвоєння авангардних традицій Заходу — звернення до жанру докласичної музики, як у Третій сонаті, при поєднанні з сучасними музично-виразовими засобами. Зберігається зовнішня атрибутика жанру, а мовні її виразники осучаснюються. Аналогічне спостерігаємо і в циклі «П'ять п'єс».

Отже, ретроспективний «зв'язок віків», поєднання принципів мислення попередніх епох із сучасними музично-виразовими засобами — одна з найяскравіших рис творчого методу В. Сильвестрова, один із показових прикладів просторово-часового взаємозв'язку різних стилів, методів, технік в єдиній цілісній системі творчого методу композитора.
«У всіх тих, хто займався авангардною музикою, були різні на це причини. Я намагався складати її без мотивів, але музичну форму будував як мелодію. Робив це не на контрастах, як-от тихо/голосно, а завдяки кадансам (в авангарді це завмирання звуків). Намагався накреслити, проспівати мелодію на тому матеріалі, який мелодії не має. Згодом це виявилося найважливішою для мене якістю.»